# Nuoto ai XIX Giochi asiatici - 400 metri misti femminili
La gara dei 400 metri misti femminili di nuoto ai XIX Giochi asiatici si è svolta il 27 settembre 2023, durante i XIX Giochi asiatici, presso l'Hangzhou Olympic Sports Expo Center.

## Podio
| Pos.    | Atleta         | Nazione  |
| ------- | -------------- | -------- |
| Oro     | Yu Yiting      | Cina     |
| Argento | Ageha Tanigawa | Giappone |
| Bronzo  | Mio Narita     | Giappone |

## Record
Prima della manifestazione il record del mondo (RM), il record asiatico (AS) e il record dei giochi (RC) erano i seguenti.
|  | 4'25"87 | Summer McIntosh | 1º aprile 2023 Toronto    |
|  | 4'28"43 | Ye Shiwen       | 28 luglio 2012 Londra     |
|  | 4'32"97 | Ye Shiwen       | 23 settembre 2014 Incheon |

Nel corso della competizione non sono stati migliorati. 

## Programma
| Data              | Ora (UTC+8) | Turno    |
| ----------------- | ----------- | -------- |
| 27 settembre 2024 | 11:15       | Batterie |
| 27 settembre 2024 | 20:38       | Finale   |

## Risultati

### Batterie
| Pos. | Batteria | Atleta                 | Nazionalità | Tempo   | Note |
| ---- | -------- | ---------------------- | ----------- | ------- | ---- |
| 1    | 2        | Yu Yiting              | Cina        | 4'44"25 | Q    |
| 2    | 2        | Ageha Tanigawa         | Giappone    | 4'44"91 | Q    |
| 3    | 1        | Mio Narita             | Giappone    | 4'47"53 | Q    |
| 4    | 1        | Kamonchanok Kwanmuang  | Thailandia  | 4'48"07 | Q    |
| 5    | 1        | Ge Chutong             | Cina        | 4'50"88 | Q    |
| 6    | 1        | Jinjutha Pholjamjumrus | Thailandia  | 4'54"12 | Q    |
| 7    | 2        | Xiandi Chua            | Filippine   | 4'55"83 | Q    |
| 8    | 2        | Ng Lai Wa              | Hong Kong   | 4'56"99 | Q    |
| 9    | 1        | Cheang Weng Chi        | Macao       | 5'09"95 |      |
| 10   | 2        | Chloe Cheng            | Hong Kong   | 5'11"94 |      |
| 11   | 2        | Maral Batnasan         | Mongolia    | 5'53"02 |      |
| 12   | 2        | Meral Ayn Latheef      | Maldive     | 6'21"73 |      |
| 13   | 1        | Een Abbas Shareef      | Maldive     | 6'40"93 |      |

### Finale
| Pos. | Atleta                 | Nazionalità | Tempo   | Note |
| ---- | ---------------------- | ----------- | ------- | ---- |
|      | Yu Yiting              | Cina        | 4'35"44 |      |
|      | Ageha Tanigawa         | Giappone    | 4'35"65 |      |
|      | Mio Narita             | Giappone    | 4'38"77 |      |
| 4    | Ge Chutong             | Cina        | 4'42"46 |      |
| 5    | Kamonchanok Kwanmuang  | Thailandia  | 4'44"04 |      |
| 6    | Jinjutha Pholjamjumrus | Thailandia  | 4'50"07 |      |
| 7    | Xiandi Chua            | Filippine   | 4'50"50 |      |
| 8    | Ng Lai Wa              | Hong Kong   | 4'57"79 |      |